# Zygoclistron superbum
Zygoclistron superbum är en insektsart som beskrevs av Rehn, J.A.G. 1907. Zygoclistron superbum ingår i släktet Zygoclistron och familjen gräshoppor. Inga underarter finns listade i Catalogue of Life.